# Girlfriend (canción de 'N Sync)
«Girlfriend» es el tercer y último sencillo del disco de la banda 'N Sync del álbum Celebrity. Fue el último sencillo que lanzó la banda juntos. La canción, posee una influencia pesada de hip-hop, gracias a los productores The Neptunes. En esta canción participa el rapero Nelly. Llegó al número 5 en Estados Unidos y dos en Reino Unido.

## Listado
Sencillo de Reino Unido
1. «Girlfriend» [The Neptunes Remix] - 4:43
2. «Gone» [Gone Clubbin' Radio Edit] - 3:57
3. «The Two Of Us» - 3:50

Sencillo Europeo
1. «Girlfriend» [The Neptunes Remix] - 4:43
2. «Gone» [Gone Clubbin' - I'll Be Back Late] - 5:57
3. «Gone» [Gone Clubbin' - I'll Be Back Late Radio Edit] - 3:57
4. «Gone» [Radio Edit] - 4:22
5. «Gone» [Spanish Version Radio Edit] - 4:22

Sencillo Estados Unidos
1. «Girlfriend» [Álbum Versión] - 4:13
2. «Gone» [Gone Clubbin' - I'll Be Back Late] - 5:57
3. «Girlfriend» [The Neptunes Remix] - 4:43
4. «Girlfriend» [The Neptunes Remix Instrumental] - 4:43
5. «Gone» [Spanish Version] - 4:57
6. «Girlfriend» [Kaveman Remix] - 5:16

## Vídeo musical
Existen dos videos musicales para el sencillo. El primero fue creado por la versión del álbum, en la que está sólo la banda. La versión original del álbum fue lanzado en diciembre de 2001, y aparece la banda bailando en autos, cantándole a chicas y Justin Timberlake ganando una carrera. La versión de Remix aparece Nelly en algunas apariciones del video existente. Ambas versiones fueron dirigidas por Marc Klasfeld. El vídeo de la canción del álbum debutó en TRL el 3 de enero, en el 2002, y el remix debutó en marzo de 12, en el 2002.

## Posiciones
| Listas (2002)             | Posición |
| ------------------------- | -------- |
| Australian Singles Chart  | 2        |
| Austrian Singles Chart    | 43       |
| Belgium Ultratop 50       | 34       |
| Danish Singles Chart      | 6        |
| Netherlands Top 40        | 8        |
| New Zealand Singles Chart | 13       |
| Norwegian Singles Chart   | 12       |
| Swedish Singles Chart     | 36       |
| Swiss Singles Chart       | 23       |
| UK Singles Chart          | 2        |
| U.S. Billboard Hot 100    | 5        |

## Posicionamiento
| Listas (2002)                                   | Posición |
| ----------------------------------------------- | -------- |
| Australian Singles Chart                        | 2        |
| Austrian Singles Chart                          | 43       |
| Belgium Ultratop 50                             | 34       |
| Canadian Singles Chart                          | 1        |
| Danish Singles Chart                            | 6        |
| Dutch Top 40                                    | 8        |
| Europe (European Hot 100)                       | 4        |
| German Singles Chart                            | 6        |
| Irish Singles Chart                             | 8        |
| New Zealand Singles Chart                       | 13       |
| Norwegian Singles Chart                         | 12       |
| Swedish Singles Chart                           | 36       |
| Swiss Singles Chart                             | 23       |
| UK Singles Chart                                | 2        |
| US Billboard Hot 100                            | 5        |
| US Mainstream Top 40 (Billboard)                | 5        |
| US Hot R&B/Hip-Hop Singles & Tracks (Billboard) | 23       |